# Бронякові
Бронякові (Doradidae) — родина прісноводних риб надродини Doradoidea ряду сомоподібних. Складається з 31 роду та 78 видів. Інші назви «балакучі соми», «колючі соми».

## Опис

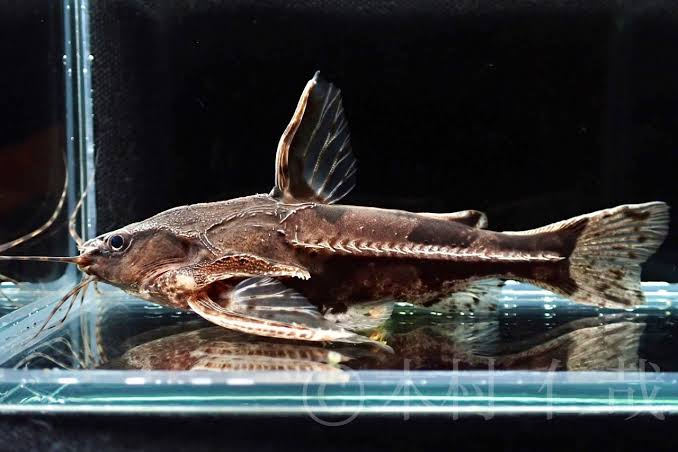
Amblydoras monitor

Загальна довжина представників цієї родини коливається від 3 см до 1,2 м при найбільшій вазі у 20 кг. Голова широка і трохи сплощена з сильно окостенілим черепом. На морді є 3 пари вусиків (1 пара довгих — на верхній щелепі, 2 пари коротких — на нижній). Мають присадкувату фігуру з широким тулубом. Перед спинним плавцем є добре розвинена кістяна пластина. Спинний плавець має 4—6 променів з шипом на першому. Уздовж бічної лінії є добре розвинені кісткові грудки, які утворюються колючими щитками. Здатні виробляти звук, завдяки переміщенню їхніх грудних хребців або через вібрування плавальним міхуром. Грудні плавці широкі, з сильними шипами, які зубчасті або мають канавки. Жировий плавець невеличкий. Анальний плавець має коротку основу, є помірної або довгої довжини. Хвостове стебло вузьке.
Забарвлення різне від світло-коричневого до синьо-чорного кольору.

## Спосіб життя
Зустрічаються у прісноводних водоймах. Воліють тихі спокійні місця. Відрізняються живучістю і невибагливістю. Більшість видів є територіальними, деякі з них також живуть в групах. Активні вночі або сутінках. Вдень ховаються серед рослин, коренів і листя. Живляться рибою, молюсками, іншими водними безхребетними та рослинністю.
Під час нересту створюють гнізда, самець піклується про молодь.

## Розповсюдження
Поширені у Південній Америці, насамперед в басейні річках Амазонка (70 % видів), Оріноко (22 види) та річках Французької Гвіани, Суринаму і Гаяні.